# Khalatse
Khaltse, Khalsi, Khaltsi ou Khalatse est une ville du Ladakh, siège du bloc de développement communautaire et du tehsil du même nom, qui appartient au district de Leh dans le nord-ouest de l'Inde. En 2011, le tehsil comptait 6 114 habitants, dont 767 résidaient dans la ville. Le bloc de développement communautaire est divisé en 9 : Khaltsi, Kanjo, Skindiyang, Takmachik, Lé Dho, Lamayuru, Temisgam, Nurla et Tia.
Le village est connu pour ses abricots et sa position stratégique, à la frontière entre les zones bouddhistes (orientales) et musulmanes du Ladakh. C'est près de Khaltse que la route reliant le Cachemire au Ladakh entre dans la vallée de l'Indus. 